# Monosemantikon
Als Monosemantikon (griechisch) bezeichnet man in der Sprachwissenschaft ein Wort, das eine Sache bezeichnet, die nur ein einziges Mal existiert. Beispiele hierfür wären das Wort Weltall oder das Wort Mona Lisa für das Bild von Leonardo da Vinci.